# Ilkka Herola
Ilkka Herola (Siilinjärvi, 22 juni 1995) is een Finse noordse combinatieskiër. Hij vertegenwoordigde zijn vaderland op de Olympische Winterspelen 2014 in Sotsji en op de Olympische Winterspelen 2018 in Pyeongchang.

## Carrière
Herola won de zilveren medaille op het de 10 kilometer gundersen op de Olympische Jeugdwinterspelen 2012 in Innsbruck. In maart 2012 maakte hij in Lahti zijn wereldbekerdebuut. In december 2012 scoorde de Fin in Kuusamo zijn eerste wereldbekerpunten. Op de wereldkampioenschappen noordse combinatie 2013 in Val di Fiemme eindigde Herola als 22e op de gundersen grote schans en als 27e gundersen op de normale schans. Samen met Mikke Leinonen, Janne Rynnänen en Eetu Vähäsöyrinki eindigde hij als achtste in de landenwedstrijd. Op het onderdeel teamsprint eindigde hij samen met Eetu Vähäsöyrinki op de elfde plaats. In januari 2014 behaalde hij in Seefeld zijn eerste toptienklassering in een wereldbekerwedstrijd. Tijdens de Olympische Winterspelen van 2014 in Sotsji eindigde de Fin als veertiende op de gundersen grote schans en als zestiende op de gundersen normale schans.
In Falun nam Herola deel aan de wereldkampioenschappen noordse combinatie 2015. Op dit toernooi eindigde hij als zestiende op de gundersen grote schans en als 23e op de gundersen normale schans. Samen met Jim Härtull eindigde hij als vierde op het onderdeel teamsprint. In de landenwedstrijd eindigde hij samen met Leevi Mutru, Eetu Vähäsöyrinki en Jim Härtull op de negende plaats. In december 2015 stond hij in Lillehammer voor de eerste maal in zijn carrière op het podium van een wereldbekerwedstrijd. Op de wereldkampioenschappen noordse combinatie 2017 in Lahti eindigde de Fin als twaalfde op de gundersen normale schans en als zeventiende op de gundersen grote schans. Samen met Leevi Mutru, Eero Hirvonen en Hannu Manninen eindigde hij als vijfde in de landenwedstrijd, op het onderdeel teamsprint eindigde hij samen met Eero Hirvonen op de zevende plaats. Tijdens de Olympische Winterspelen van 2018 in Pyeongchang eindigde Herola als achtste op de gundersen normale schans en als achttiende op de gundersen grote schans. Samen met Leevi Mutru, Eero Hirvonen en Hannu Manninen eindigde hij als zesde in de landenwedstrijd.
In Seefeld in Tirol nam hij deel aan de wereldkampioenschappen noordse combinatie 2019. Op dit toernooi eindigde hij als vijfde op de gundersen normale schans en als elfde op de gundersen grote schans. In de landenwedstrijd eindigde hij samen met Arttu Mäkiaho, Leevi Mutru en Eero Hirvonen op de vijfde plaats, samen met Eero Hirvonen eindigde hij als zevende op de teamsprint. Op de wereldkampioenschappen noordse combinatie 2021 in Oberstdorf veroverde de Fin de zilveren medaille op de gundersen grote schans, op de gundersen normale schans eindigde hij op de zesde plaats. In de landenwedstrijd eindigde hij samen met Otto Niitykoski, Perttu Reponen en Eero Hirvonen op de vijfde plaats, samen met Eero Hirvonen eindigde hij als vijfde op de teamsprint.

## Resultaten

### Olympische Spelen
| Jaar | Plaats      | Resultaten                               |
| ---- | ----------- | ---------------------------------------- |
| 2014 | Sotsji      | 16e Gundersen NH 14e Gundersen LH        |
| 2018 | Pyeongchang | 8e Gundersen NH 18e Gundersen LH 6e Team |

### Wereldkampioenschappen
| Jaar | Plaats        | Resultaten                                               |
| ---- | ------------- | -------------------------------------------------------- |
| 2013 | Val di Fiemme | 27e Gundersen NH 22e Gundersen LH 8e Team 11e Teamsprint |
| 2015 | Falun         | 23e Gundersen NH 16e Gundersen LH 9e Team 4e Teamsprint  |
| 2017 | Lahti         | 12e Gundersen NH 17e Gundersen LH 5e Team 7e Teamsprint  |
| 2019 | Seefeld       | 5e Gundersen NH 11e Gundersen LH 5e Team 7e Teamsprint   |
| 2021 | Oberstdorf    | Gundersen NH · 6e Gundersen LH · 5e Team · 5e Teamsprint |

### Wereldbeker
Eindklasseringen
| Seizoen   | Plaats |
| --------- | ------ |
| 2012/2013 | 40e    |
| 2013/2014 | 22e    |
| 2014/2015 | 17e    |
| 2015/2016 | 10e    |
| 2016/2017 | 7e     |
| 2017/2018 | 10e    |
| 2018/2019 | 11e    |
| 2019/2020 | 8e     |
| 2020/2021 | 7e     |